# Lâm Hải
Lâm Hải là một xã thuộc huyện Năm Căn, tỉnh Cà Mau, Việt Nam.

## Địa lý
Xã Lâm Hải nằm ở phía tây nam huyện Năm Căn, có vị trí địa lý:
- Phía đông và phía nam giáp huyện Ngọc Hiển với ranh giới là sông Cửa Lớn
- Phía tây giáp Vịnh Thái Lan
- Phía bắc giáp xã Đất Mới và huyện Phú Tân.

Xã Lâm Hải có diện tích 123,47 km², dân số năm 2022 là 10.952 người, mật độ dân số đạt 88 người/km².

## Hành chính
Xã Lâm Hải được chia thành 10 ấp: Biện Trượng, Cồn Cát, Kinh Đào, Nà Chim, Nà Lớn, Ông Ngươn, Trại Lưới B, Trường Đức, Xẻo Lớn, Xẻo Sao.

## Lịch sử
Ngày 5 tháng 9 năm 2005, Chính phủ ban hành Nghị định số 113/2005/NĐ-CP về việc thành lập xã Lâm Hải trên cơ sở 12.272,40 ha diện tích tự nhiên và 10.531 người của xã Đất Mới.
Ngày 9 tháng 12 năm 2020, HĐND tỉnh Cà Mau ban hành Nghị quyết số 28/NQ-HĐND về việc sáp nhập ấp Chà Là vào ấp Xẻo Sao.